# 坪井上
坪井上（つぼいかみ）は岡山県津山市にある地名。郵便番号は709-4605。

## 地理
津山市西端に位置し、西は真庭市、南は久米郡美咲町に接する。

### 河川
- 福本川

## 歴史

### 沿革
- 1655年 - 坪井村が坪井上村、坪井下村に分村。
- 1889年6月1日 - 町村制施行に伴い、久米北条郡坪井上村が、同郡坪井下村、中北上村と合併し、大井西村となる。坪井上村は大字坪井上となる。
- 1900年4月1日 - 久米北条郡が久米南条郡と合併し、久米郡となる。
- 1952年8月1日 - 大井西村が久米郡大東村と合併し、大井町となる。
- 1955年1月1日 - 大井町が久米郡久米村、倭文村と合併し、久米町となる。
- 2005年2月28日　久米町が苫田郡加茂町・阿波村、勝田郡勝北町とともに津山市に編入される。

## 世帯数と人口
2021年（令和3年）1月1日現在の世帯数と人口は以下の通りである。
| 町丁   | 世帯数  | 人口  |
| ------ | ------- | ----- |
| 坪井上 | 106世帯 | 247人 |

## 小・中学校の学区
市立小・中学校に通う場合、学区は以下の通りとなる。
| 番地 | 小学校             | 中学校             |
| ---- | ------------------ | ------------------ |
| 全域 | 津山市立喬松小学校 | 津山市立久米中学校 |

## 交通

### 道路
- 国道181号
- 岡山県道341号坪井下栃原線

## 施設
- 津山市立喬松小学校
- ナカヨシ岡山物流センター